# Wereldkampioenschappen baanwielrennen 1899

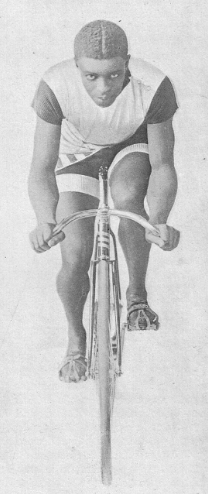
Major Taylor

De wereldkampioenschappen baanwielrennen 1899 werden gehouden van 9 tot 11 augustus 1899 in Montreal (Canada). Ze werden georganiseerd door de International Cyclists Association (ICA), voorloper van de UCI.
Er waren maar enkele renners uit Europa naar Canada gekomen voor dit kampioenschap; ook de Amerikaanse profs die in Europa hun brood verdienden onderbraken hun seizoen niet.
Op deze kampioenschappen mocht voor het eerst gebruik worden gemaakt van gangmaakmotoren voor de wedstrijd over 100 kilometer, maar het waren enkel de uiteindelijke winnaars die gemotoriseerde gangmaking hadden. Zij wonnen ook met ruime voorsprong hun wedstrijd. Vanaf het volgende jaar zouden enkel nog gangmaakmotoren gebruikt worden bij de wereldkampioenschappen. 
Op het wereldkampioenschap sprint voor profs over één Engelse mijl kwamen enkel Amerikaanse deelnemers aan de start, op de Fransman Courbe d'Outrelon na. Wereldkampioen werd de Amerikaan Major Taylor voor zijn landgenoot Tom Butler; Gaston Courbe d'Outrelon werd derde. Major Taylor was de eerste zwarte wereldkampioen wielrennen, en was de tweede zwarte wereldkampioen überhaupt, na de bokskampioen George Dixon in 1890. 

## Uitslagen

### Beroepsrenners
| Wedstrijd      | Winnaar      | 2e          | 3e                       |
| -------------- | ------------ | ----------- | ------------------------ |
| Sprint         | Major Taylor | Tom Butler  | Gaston Courbe d'Outerlon |
| 100 km stayers | Harry Gibson | Hugh McLean | Ken Boake                |

### Amateurs
| Wedstrijd      | Winnaar            | 2e             | 3e             |
| -------------- | ------------------ | -------------- | -------------- |
| Sprint         | Thomas Summersgill | Earl Peabody   | John Caldow    |
| 100 km stayers | John Nelson        | Robert Goodson | William Riddle |

Edities

1893 ·
1894 ·
1895 ·
1896 ·
1897 ·
1898 ·
1899 ·
1900 ·
1901 ·
1902 ·
1903 ·
1904 ·
1905 ·
1906 ·
1907 ·
1908 ·
1909 ·
1910 ·
1911 ·
1912 ·
1913 ·
1914 ·
1915 · 1916 · 1917 · 1918 · 1919 ·
1920 ·
1921 ·
1922 ·
1923 ·
1924 ·
1925 ·
1926 ·
1927 ·
1928 ·
1929 ·
1930 ·
1931 ·
1932 ·
1933 ·
1934 ·
1935 ·
1936 ·
1937 ·
1938 ·
1939 ·
1940 · 1941 · 1942 · 1943 · 1944 · 1945 ·
1946 ·
1947 ·
1948 ·
1949 ·
1950 ·
1951 ·
1952 ·
1953 ·
1954 ·
1955 ·
1956 ·
1957 ·
1958 ·
1959 ·
1960 ·
1961 ·
1962 ·
1963 ·
1964 ·
1965 ·
1966 ·
1967 ·
1968 ·
1969 ·
1970 ·
1971 ·
1972 ·
1973 ·
1974 ·
1975 ·
1976 ·
1977 ·
1978 ·
1979 ·
1980 ·
1981 ·
1982 ·
1983 ·
1984 ·
1985 ·
1986 ·
1987 ·
1988 ·
1989 ·
1990 ·
1991 ·
1992 ·
1993 ·
1994 ·
1995 ·
1996 ·
1997 ·
1998 ·
1999 ·
2000 ·
2001 ·
2002 ·
2003 ·
2004 ·
2005 ·
2006 ·
2007 ·
2008 ·
2009 ·
2010 ·
2011 ·
2012 · 
2013 · 
2014 · 
2015 · 
2016 · 
2017 · 
2018 · 
2019 · 
2020 · 
2021 · 
2022 · 
2023 ·
2024 ·
2025 ·

Onderdelen

Achtervolging (individueel) · 
afvalkoers · 
keirin · 
koppelkoers · 
omnium · 
ploegenachtervolging · 
puntenkoers · 
scratch · 
sprint · 
teamsprint ·  
tijdrijden

Voormalig:
stayeren ·
tandem